# Музей Криштиану Роналду
Музе́й Криштиа́ну Рона́лду или Музей «CR7» (порт. Museu CR7) — музей, расположенный в городе Фуншал на острове Мадейра в Португалии и посвящённый португальскому футболисту Криштиану Роналду. Является официальным спонсором местной футбольной команды «Униан Мадейра». Над музеем расположен отель. Перед музеем находится бронзовая статуя Криштиану Роналду, сделанная бразильским скульптором Рикардо Велосой.

## История
Музей был открыт 15 декабря 2013 года. Участниками церемонии открытия стали президент регионального правительства Мадейры Альберту Жуан Жардим, футболисты Пепе и Эмилио Бутрагеньо, тренер Паулу Бенту и модель Ирина Шейк. Впоследствии перед музеем была установлена бронзовая статуя Криштиану Роналду.
6 июня 2016 года музей переехал в более крупное здание в том же районе, расположившись под строящимся отелем, созданным при сотрудничестве Роналду с португальской туристической компанией Pestana Group. Официальная церемония открытия гостиницы состоялась 1 июля 2016 года. На ней присутствовал сам Роналду, а также президент Португалии Марселу Ребелу де Соуза и президент компании Pestana Group Дионисиу Пестана. Площадь, на которой расположен отель, была переименована во время его открытия в честь Криштиану Роналду.

## Экспонаты
В музее представлены фотографии и видео, восковые фигуры спортсмена, а также все награды, полученные Криштиану на молодёжном и профессиональном уровне, в составах таких команд как «Андоринья», «Насьонал», «Спортинг», «Манчестер Юнайтед», «Реал Мадрид», «Ювентус», а также национальной сборной Португалии.